# Eddie Hertzberger
Edmond "Eddie" Hertzberger, né le 17 octobre 1904 à Rotterdam et mort le 2 mai 1993 en Suisse à 88 ans, est un industriel en confection néerlandais, devenu par passion pilote automobile sur circuits.

## Biographie
Il commence ses activités sportives par la boxe, durant les années 1920.
Il commence le sport automobile par des courses de voiturettes, obtenant une quatrième place à Orléans lors du Grand Prix de la spécialité de 1935 sur MG Magnette K3 (7e à Dieppe la même année, dans la catégorie).

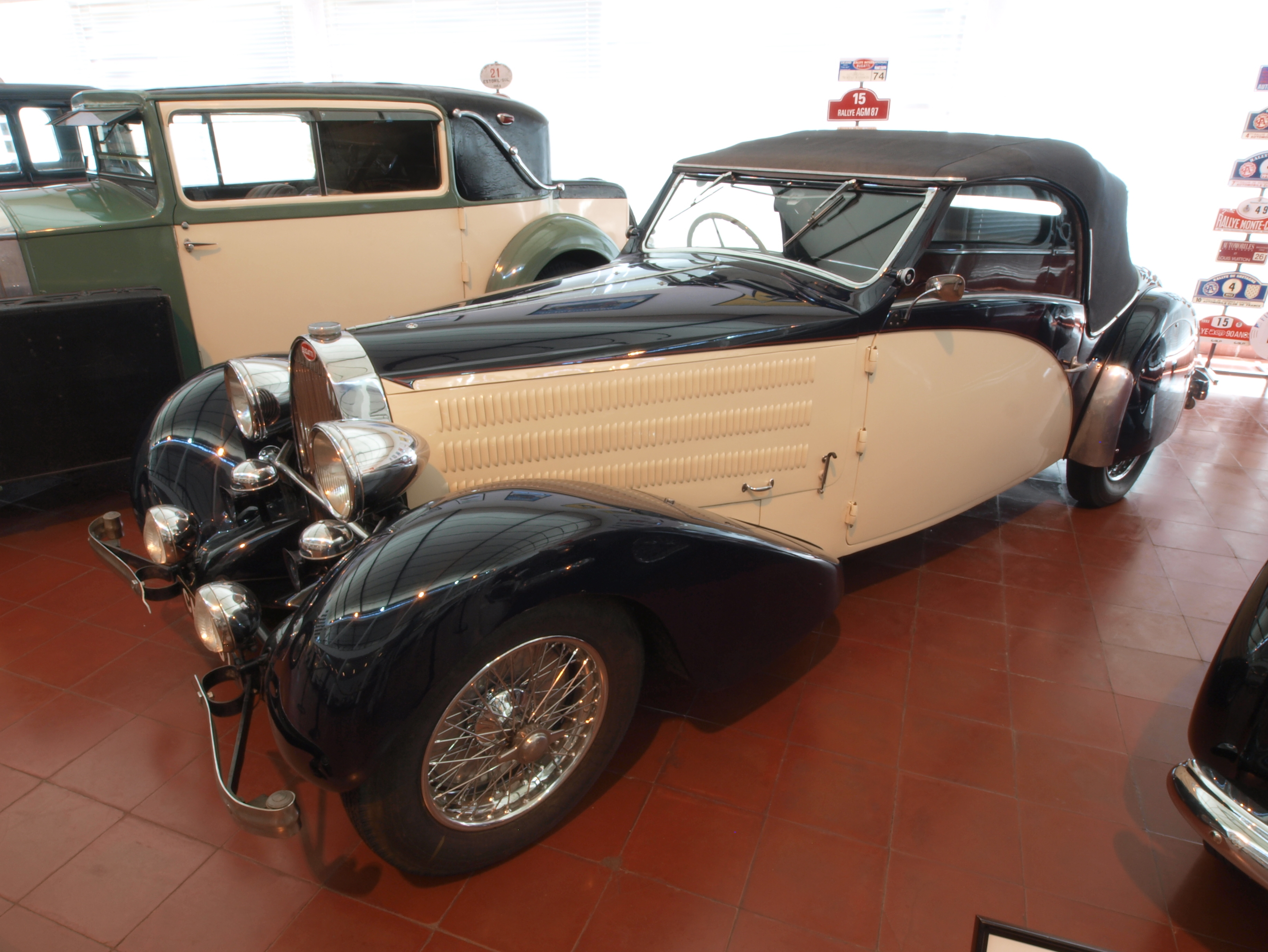
Une Bugatti Stelvio de 1936 (135HP).

En 1935 (avec Raph) puis 1937 (avec Debille), il dispute les 24 Heures du Mans. 
En septembre 1936, il dispute les 12 Heures nocturnes organisées par le Royal Dutch Automobile Club (KNAC), sur sa Bugatti Type 57 Stelvio 4 places.
Il remporte le Grand Prix des Frontières en 1936 sur MG Magnette K3 -finissant au passage 7e de la Coupe de Provence avec la voiture-, puis en 1937 celui des voiturettes également à Chimay. En 1938, il s'impose dans l'épreuve réservée aux 2 Litre lors des Coupes de Paris à Montlhéry sur Aston Martin SportsCars. Il se marie alors, et quitte le milieu des courses.
Durant les hostilités (du fait de sa confession il n'a pu disputer aucune course dans l'Allemagne nazie) son usine -et sa Bugatti Stelvio qu'elle abritait- est détruite. Après d'épiques pérégrinations, Hertzberger réussit à atteindre Madrid où il devient un agent de renseignement du gouvernement néerlandais alors exilé à Londres. 
Après la guerre, il termine encore épisodiquement troisième à Zandvoort sur Aston Martin DB2, toujours sur voiture de sport lors d'une course d'une heure.
Il fait aussi beaucoup de voile et de ski tout au long de son existence, et il reconstruit son usine à la fin des années 1940, partageant désormais son temps entre les Pays-Bas, la Suisse et New York.
Sa petite-fille, Gwendolyn, a également fait de la Formule Renault.